# میشکواتل

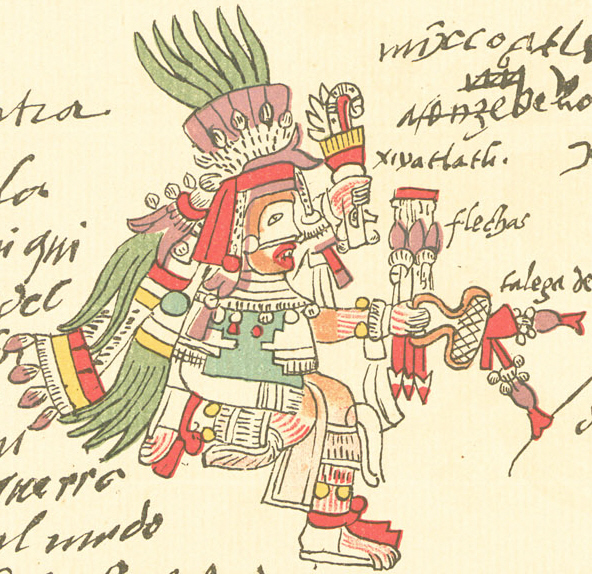
میکسکواتل در طرحی از مستندات تلریانو رمنسیس.

میشکواتل یا میکسکواتل (به ناهواتل: Mixcōhuātl، به معنای: «مار ابری»؛ تلفظ [miʃ. ˈko:.wa:tɬ])، که گاهی نیز کاماکستلی خوانده می‌شد، در اساطیر آزتک، خدای شکار بود، و با مواردی همچون کهکشان راه شیری، ستارگان، و آسمان‌ها در فرهنگ‌های مختلف مزوآمریکایی شناسانده می‌شد.

## معرفی
میشکواتل، ایزد حامی اوتومی، چی چی مک‌ها، و همینطور چندین گروه قومی دیگر که ادعا می‌کردند از تبار چی چی مک‌ها هستند، محسوب می‌شد. با این که مبشکواتل بخشی از پانتئون یا مجموعهٔ خدایان آزتک‌ها به شمار می‌رفت، امّا نقش او به مراتب کم اهمیت تر از هویتزی لوپوچتلی بود که خدای مرکزی آن‌ها محسوب می‌شد. میکسکواتل، تحت نام کاماکستلی، به عنوان خدای مرکزی یا اصلی‌ترین ایزد اقوام هوئجوتزینگو و تلاکسکالا مورد پرستش قرار داشت.

## شرح
یکی دیگر از ایزدان ستاره‌ای، میشکواتل یا میکسکواتل (راه شیری، مار ابری)، ایزد شکار قوم چی چی مک، و ایزد ستاره قطبی است. وی یکی از ایزدان راه شیری و تجسم ارواح جنگجویانی است که پس از مرگ، به ستاره تبدیل شده‌اند. پیکر او معمولاً با نوارهای سفید و قرمز رنگ می‌شود، و جنگجویان اسیری که قرار است قربانی شوند، او را همراهی می‌کنند.
اقوامی که تمدنی والا داشتند، حوزهٔ نفوذ وی را آسمان می‌دانستند و به همین جهت در تصویرنگاشت‌ها، نیمه‌ای از نقاب ایزد آسمان به رنگ سیاه است که دایره‌های سفید دارد. امّا آزتک‌ها معتقد بودند وی ایزد شکار شمال است. آهو ناوال وی بود و به همین دلیل برایش جشنی می‌گرفتند که در آن نمایش مراسم شکار، در دشتی که بدین منظور آماده شده بود، انجام می‌شد.
در واقع آهو با میشکواتل یکسان است و امروزه در نزد قوم ویچول (هویچول)، برادر کهنتر نام دارد. او یکی از مهم‌ترین ایزدان شب است.

## برخی نکات
در بعضی مناطق، فرزند اول زوج نخستین و آفریننده، یعنی اومه تئوتل و اومه سیواتل، که در آسمان سیزدهم به سر می‌برده‌اند را، میشکواتل یا کاماشتلی می‌دانند. حال آن که وی در اغلب نواحی همان تسکاتلیپوکای قرمز است.